# Winifred Asprey
Pour les articles homonymes, voir Asprey.
Winifred « Tim » Alice Asprey (8 avril 1917 - 19 octobre 2007) est une mathématicienne et informaticienne américaine . Elle est l'une des quelque 200 femmes à avoir obtenu un doctorat en mathématiques dans des universités américaines dans les années 1940, une période de sous-représentation des femmes en mathématiques à ce niveau. Elle a participé au développement du contact étroit entre le Vassar College et IBM qui a conduit à la création du premier laboratoire d’informatique à Vassar.

## Famille
Asprey est née à Sioux City dans l'Iowa. Ses parents étaient Gladys Brown Asprey et Peter Asprey Jr. Elle avait deux frères, Larned B. Asprey(1919-2005), chimiste des actinides et du fluor, et l’historien militaire et écrivain Robert B. Asprey(1923-2009) qui a dédié plusieurs de ses livres à sa sœur Winifred,.

## Éducation et travail
Asprey a fréquenté le Vassar College à Poughkeepsie (New York), où elle a obtenu son diplôme de premier cycle en 1938. En tant qu’étudiante, Asprey a rencontrée Grace Hopper qui enseignait les mathématiques à l’époque. Après avoir obtenu son diplôme, Asprey a enseigné dans plusieurs écoles privées à New York et à Chicago avant d’obtenir sa maîtrise et son doctorat de l’Université de l’Iowa en 1942 et 1945, respectivement. Son directeur de thèse était le topologue Edward Wilson Chittenden.Winifred Asprey.
Asprey retourna au Vassar College en tant que professeur. À ce moment-là, Grace Hopper avait déménagé à Philadelphie pour travailler sur le projet UNIVAC (Universal Automatic Computer). Asprey s’est intéressée à l’informatique et a visité Hopper pour en apprendre davantage sur les fondements de l’architecture informatique. Asprey croyait que les ordinateurs seraient une partie essentielle d’une éducation en arts libéraux.
À Vassar, Asprey a enseigné les mathématiques et l’informatique pendant 38 ans et a été directrice du département de mathématiques de 1957 jusqu’à sa retraite en 1982. Elle a créé les premiers cours d’informatique à Vassar, le premier étant enseigné en 1963, et a obtenu des fonds pour le premier ordinateur du collège, faisant de Vassar le deuxième collège du pays à acquérir un ordinateur IBM System/360 en 1967. Asprey s’est connecté avec des chercheurs d’IBM et d’autres centres de recherche et a fait pression pour l’informatique à Vassar. En 1989, en raison de ses contributions, le centre informatique qu’elle a créé a été rebaptisé Asprey Advanced Computation Laboratory.